# Romanthony
Anthony Wayne Moore, plus connu sous le nom de scène Romanthony, est un DJ, un producteur et un chanteur américain né à Asbury Park dans le New Jersey le 5 septembre 1967, et mort le 7 mai 2013 à Austin.

## Biographie
Anthony Moore naît et passe son enfance dans le New Jersey, où ses parents lui font prendre des cours de guitare. Devenu adulte, il entend Tony Humphries (en) jouer au Club Zanzibar de Newark et se découvre alors une passion pour la musique électronique de danse. En 1991, il commence une carrière de producteur et de compositeur de garage house en créant son propre label, Black Male Records. Son premier disque, le maxi Now You Want Me, est édité en 1992 aux États-Unis par Black Male Records, et au Royaume-Uni par le label indépendant londonien Azuli Records (en). Il est suivi par les singles Makes This Love Right et Let Me Show You Love. Romanworld, le premier album de Romanthony, paraît en 1997. Chacun des deux disques de l'album présente une seule plage dont tous les morceaux sont enchainés. Deux ans plus tard, le label house écossais Glasgow Underground Recordings (en) édite Instinctual, un album réalisé avec DJ Predator. Son dernier album, R.Hide in Plain Site, sort en 2000,.
Romanthony devient mondialement connu lorsqu'il participe à l'enregistrement de l'album Discovery du duo français Daft Punk, sorti en 2001. Il chante sur One More Time, le premier single extrait de l'album,, et Too Long, le dernier morceau de l'album. Il continue de collaborer avec d'autres artistes, comme Laidback Luke et Tom Stephan en 2008 et Kraak en Smaak en 2012.
Il est retrouvé mort chez lui à Austin le 7 mai 2013 des suites d'une insuffisance rénale chronique.

## Style musical et influences
Son nom d'artiste est une combinaison entre son propre nom (Anthony) et son livre préféré de la Bible, l'Épître aux Romains (en anglais Epistle to the Romans).

## Discographie

### Singles
- Make This Love Right (1993)
- Let Me Show You Love (1994)
- The Wanderer (1994)
- In the Mix (A Tribute To Tony Humphries) (1994)
- Bring U Up (1995)
- The House Of God (1995)
- Hold On (1999)
- Never Fuck (2002)
- Curious (2008)
- Show (2008) de Laidback Luke & Tom Stephan

### Albums
- Romanworld (1997)
- Instinctual (1999)
- Live in the Mix (1999)
- R.Hide in Plain Site (2000)